# Rechnungshof der Freien und Hansestadt Hamburg

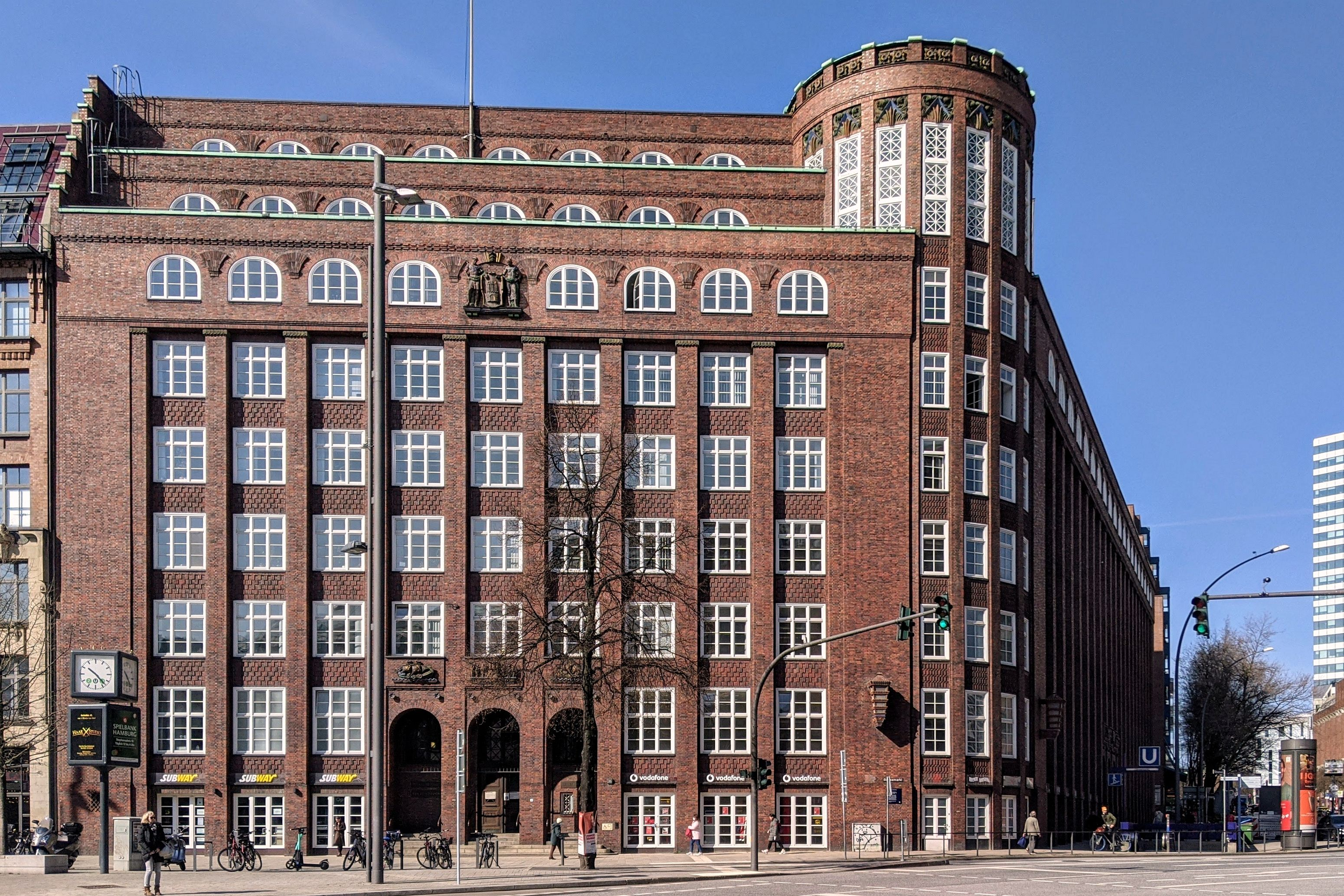
Sitz des Rechnungshofes ist heute das Dienstgebäude der Finanzbehörde Hamburg

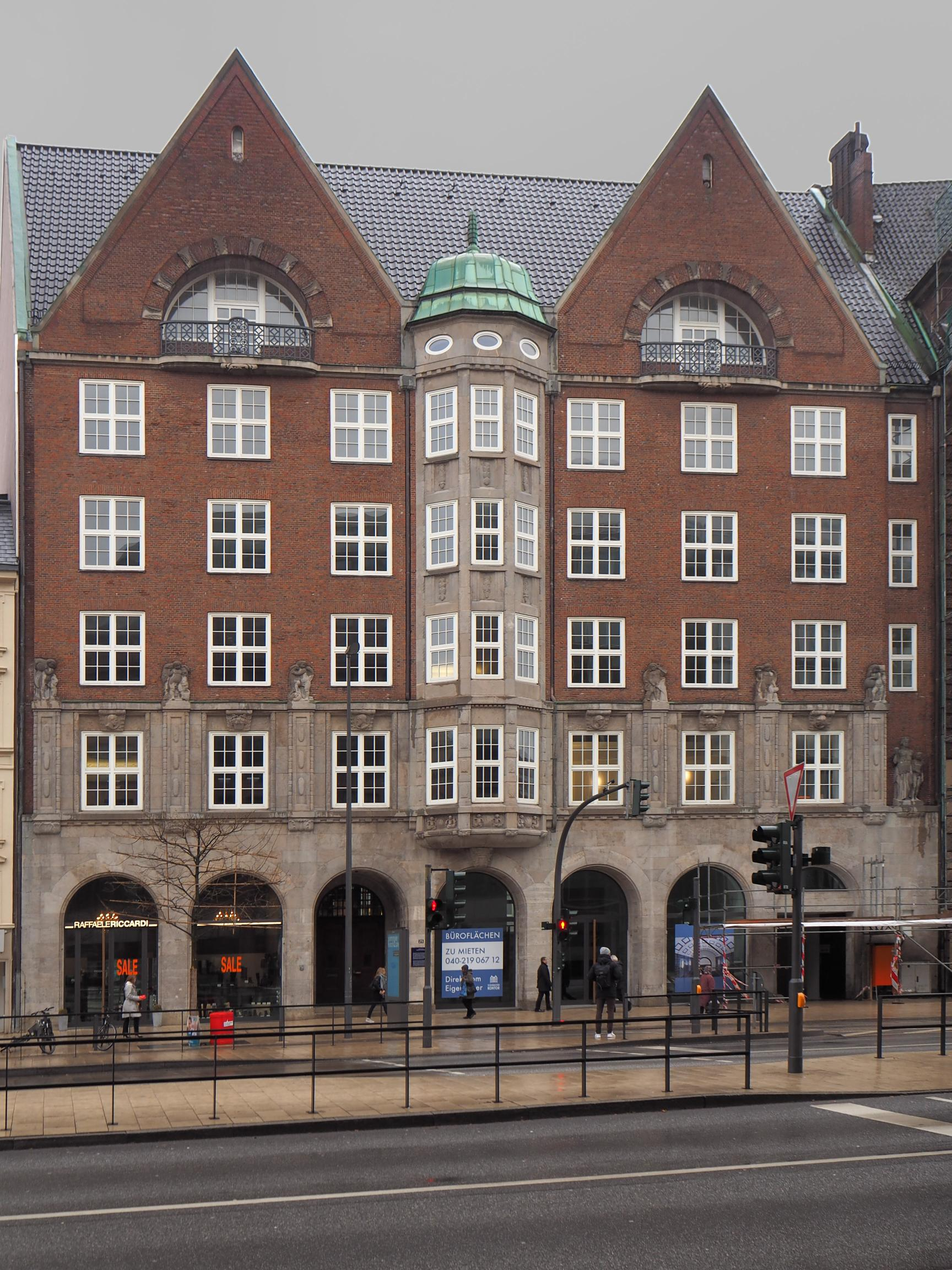
Ab 1970 war das ehemalige Dienstgebäude der Oberschulbehörde Sitz des Rechnungshofes

Der Rechnungshof der Freien und Hansestadt Hamburg ist eine Landesbehörde in Hamburg zur Kontrolle der Haushalts- und Wirtschaftsführung der Freien und Hansestadt Hamburg.
Seine Rechtsstellung wird durch Artikel 71 der Hamburgischen Verfassung geregelt. Er ist selbstständig und nur dem Gesetz unterworfen. Seine Mitglieder werden von der Bürgerschaft auf Vorschlag des Senats mit einer Mehrheit ihrer gesetzlichen Mitgliederzahl gewählt.
Errichtet wurde der Rechnungshof am 1. Januar 1949, der Sitz befindet sich wegen Sanierungsarbeiten vorübergehend nicht mehr im Dienstgebäude der Finanzbehörde Hamburg am Gänsemarkt, sondern am Dammtorwall 7a. Präsident ist seit Oktober 2024 Manfred Jäger.

## Präsidenten
- Herbert Weichmann (1949–1957)
- Joachim Riehle (1957–1959)
- Hans Harder (1960–1970)
- Wolfgang Krüger-Spitta (1970–1976)
- Helmut Rademacher (1976–1984)
- Harald Schulze (1984–1992)
- Hermann Granzow (1992–1998)
- Rudolf Dieckmann (1998–2002)
- Jann Meyer-Abich (2002–2012)
- Stefan Schulz (2012–2024)
- Manfred Jäger (seit 2024)